# 하의국민학교 대야분교
하의국민학교 대야분교는 대한민국 전라남도 신안군 하의면 능산리(대야도)에 있었던 초등학교이다.

## 연혁
- 1957년 9월 24일 하의국민학교 대야분교장 개교
- 1967년 4월 1일 도서벽지학교 '갑'급 지정
- 1968년 5월 1일 도서벽지학교 '갑'급 재지정
- 1975년 8월 1일 도서벽지학교 '갑'급 재지정
- 1979년 2월 1일 도서벽지학교 '특'급 조정
- 1982년 3월 1일 도서벽지학교 '갑'급 조정
- 1986년 1월 1일 도서벽지학교 '가'급 조정
- 1994년 9월 1일 폐교 및 하의국민학교 통폐합